# 우시마

지역 문장

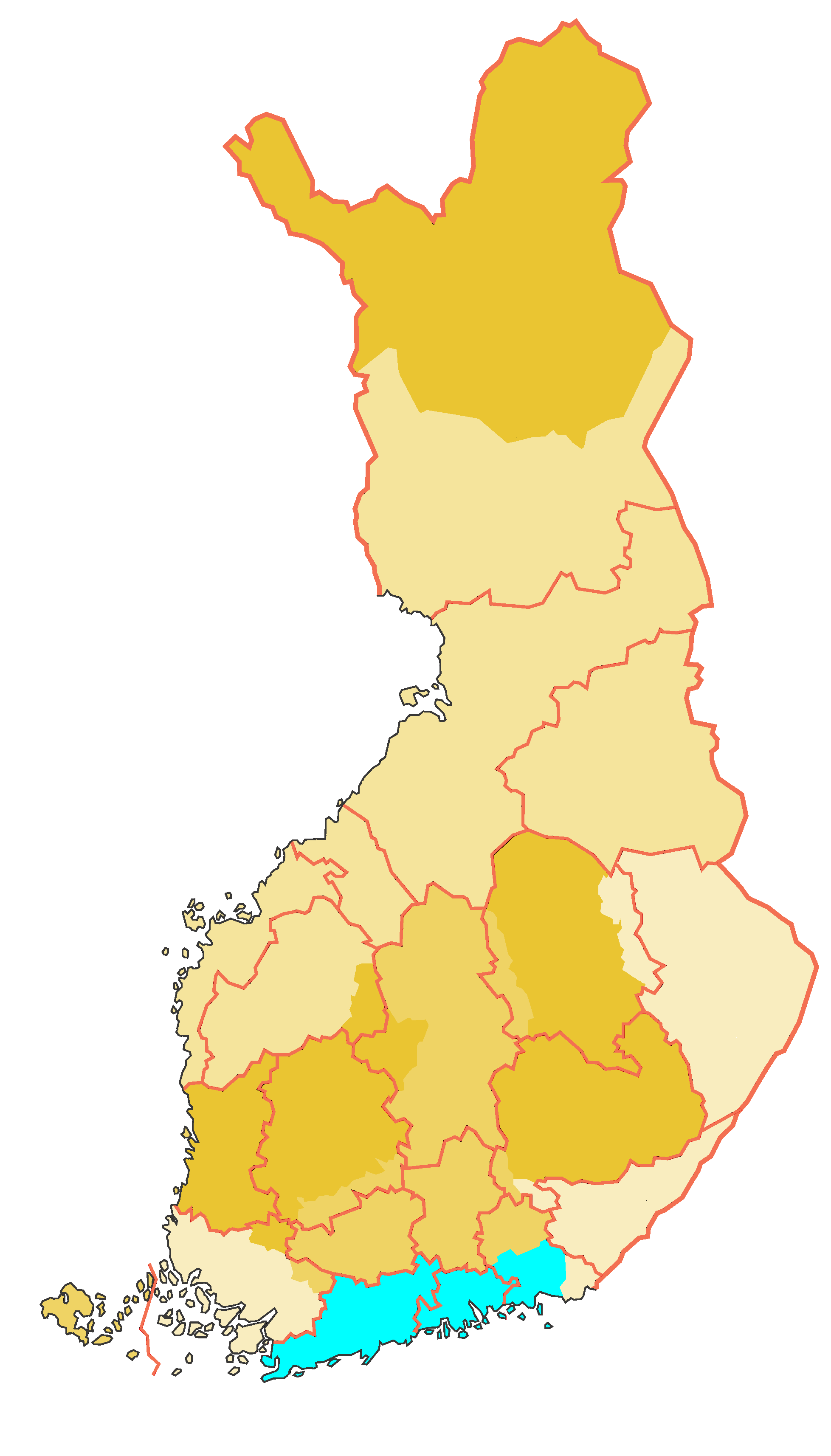
우시마의 위치 (하늘색으로 표시된 지역)

우시마(핀란드어: Uusimaa, 스웨덴어: Nyland)는 핀란드의 역사적 지역으로 현재의 핀란드 남부에 위치한다. 스웨덴어 이름인 뉠란드(Nyland)라고 부르기도 한다. 핀란드어 이름과 스웨덴어 이름 모두 "새로운 땅"을 뜻한다.
서쪽으로는 남서핀란드, 북쪽으로는 헤메와 사보, 동쪽으로는 카리알라와 접한다. 중세부터 1809년까지 핀란드의 다른 지역과 마찬가지로 스웨덴의 지배하에 있었다.

## 역사
우시마는 핀란드 서부와 남부의 다른 지역과 마찬가지로 12세기 또는 13세기부터 스웨덴의 지배를 받았다. 우시마 연안 지역은 원래 인구가 없는 황량한 지역이었지만 스웨덴 이주민들이 들어오면서 인구가 증가했다. 1809년 핀란드의 다른 지역과 마찬가지로 러시아 제국에 할양되었다.
1831년부터 1997년까지는 우시마 주에 속해 있었으며 1997년부터 2009년까지는 남핀란드 주에 속해 있었다. 2010년 1월 1일을 기해 핀란드의 주가 폐지되면서 우시마 지역과 동우시마 지역, 퀴멘락소 지역에 속하게 되었다. 2011년 1월 1일 동우시마 지역이 우시마 지역에 합병되면서 폐지된 이후부터 우시마 지역, 퀴멘락소 지역에 속해 있다.

## 문화
역사적으로 우시마 연안 지역은 스웨덴어 화자가 다수를 차지하는 지역이었다. 그렇지만 핀란드의 수도인 헬싱키는 우시마의 다른 도시와 마찬가지로 핀란드어 화자가 다수를 차지한다.